# Островное (Ленинградская область)
Островное (до 1948 — Пийспансаари, фин. Piispansaari) — упразднённый посёлок на территории Селезнёвского сельского поселения Выборгского района Ленинградской области.

## Название
Топоним Пийспансаари переводится как «Епископский остров».
Зимой 1948 года деревне Пийспансаари (второе название — Хаанкюля) было выбрано новое название — Остров, которое вскоре трансформировалось в Островное. 
Переименование было закреплено указом Президиума ВС РСФСР от 13 января 1949 года.

## История

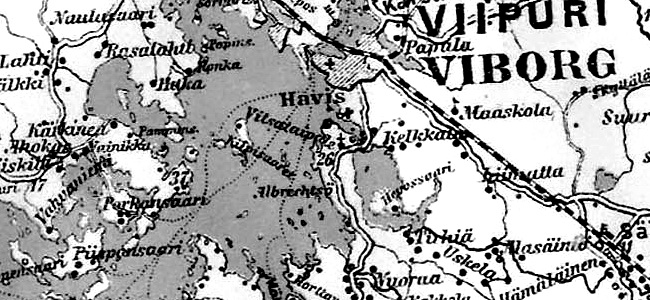
Деревня Пийспансаари на финской карте 1923 года

До 1939 года деревня Пийспансаари входила в состав Выборгского сельского округа Выборгской губернии Финляндской республики.
Согласно административным данным 1966 и 1973 годов посёлок Островное входил в состав Большепольского сельсовета.
Согласно данным 1990 года посёлок Островное в составе Выборгского района не значился.

## География
Посёлок располагался в западной части района на расположенном в Выборгском заливе острове Вольный.
Расстояние до ближайшей железнодорожной станции Пригородная — 6 км.